# Adolphe Rey
Pour les articles homonymes, voir Rey.
Pas d'image ? Cliquez ici
Adolphe Rey, né en 1878 à Courmayeur et mort en 1969 dans cette même ville, est un guide de haute montagne valdôtain (la Vallée d'Aoste est devenue italienne en 1860), grand spécialiste du massif du Mont-Blanc.

## Biographie
Adolphe Rey n'a pas dix-huit ans lorsque son père, l'alpiniste Émile Rey, se tue à la dent du Géant. Malgré cela, Adolphe se consacre à son tour à la montagne et réalise une très importante liste de courses qui constitue une page de l'histoire de l'alpinisme. En dehors du mont Blanc, Adolphe Rey participe en compagnie de Fanny Bullock Workman et de William Hunter Workman à une expédition dans le Cachemire en 1906 puis à deux expéditions au Karakoram en 1908 et 1912. Bien plus tard, à l'âge de quatre-vingt-cinq ans, il escalade encore les aiguilles Marbrées (3 535 m).

## Ascensions
- 1898 - Arête des Monts Rouges à l'aiguille de Triolet avec J.B. Guyot et Joseph Brocherel
- 1919 - Première remontée intégrale de l'arête de l'Innomée (mont Blanc) avec S.L. Courtauld, E.G. Oliver, Adolf Aufdenblatten et Henri Rey
- 1924 - Conquête du Grand Capucin avec Enrico Augusto, Henri Rey et Louis Lanier, le 24 juillet
- 1927 - Arête des Hirondelles des Grandes Jorasses par la « fissure Rey » avec Alphonse Chenoz, le 4 août